# Ana Johnsson
Ana Lovisa Johnsson (Göteborg, 4 ottobre 1977) è una cantante svedese.
Il suo primo album Cuz I Can è stato pubblicato nell'aprile del 2004. La versione internazionale, The Way I Am è stata pubblicata qualche mese dopo. Nel 2006 è pubblicato il suo secondo album, Little Angel.

## Biografia
Ana Johnsson nasce a Göteborg, in Svezia, da Rolph e Carina Johnsson, ma poco dopo si trasferisce a Sunne, una cittadina nella provincia del Värmland. I genitori, entrambi architetti, cercano di canalizzare il suo interesse per il design, ma alla fine la musica diventa il suo unico obiettivo.
Da giovane si trasferisce a Karlstad e in seguito, come studentessa, negli USA. Si appassiona di sci e per un breve periodo diventa una snowboarder semiprofessionale. Tornata in Svezia, comincia a lavorare in un negozio di dischi durante gli studi.
Parla fluentemente svedese, inglese, tedesco e norvegese

## Carriera musicale
Le doti musicali di Ana Johnsson vengono scoperte sin da quando era una teenager e cantava nella coverband @groove.
La sua scalata verso il successo inizia quando decide di partecipare al talent show Popstars: arriva fino alla finale e vince. In seguito Ana, Jenny Bergfoth, Malin Olsson, Johanna Landt e Susanna Patoleta formano la band Excellence. Hanno un grande successo, raggiungendo la top 10 delle classifiche, vendendo molti album e completando un tour tutto esaurito.
Ad ogni modo, quello degli Excellence non era lo stile di Ana e perciò lascia la band intraprendendo la carriera da solista. Nell'autunno del 2003 pubblica il singolo The Way I Am, che diventa una hit radiofonica in Svezia e Germania e riceve una nomination per gli NRJ Awards del 2004 a Stoccolma. Pubblica il suo album di esordio Cuz I Can poco dopo, solo in Svezia. Verrà poi pubblicato internazionalmente come The Way I Am.
Durante una crociera, conosce il capo della Columbia TriStar ed è invitata a contribuire con una sua canzone alla colonna sonora di Spider-Man 2. La canzone si chiama We Are e diventa il primo singolo della colonna sonora ad essere pubblicato in tutto il mondo. Successivamente, Ana pubblica il suo secondo album, The Way I Am che comprende le canzoni di Cuz I Can e una mezza dozzina di nuove canzoni. La cantante afferma che i 14 brani dell'album hanno tutti un significato particolare per lei. "We Are" raggiunge le top 10 in molte nazioni, come Regno Unito, Germania, Giappone, e porta l'album ad alte posizioni nelle classifiche, vendendo 500 000 copie. Il successivo singolo pubblicato include "Don't Cry for Pain", una ballata rock, e "Coz I Can", sempre di genere rock. Entrambe le canzoni hanno tuttavia meno successo di "We Are". In Giappone, l'album vende 100,000 copie, facendole guadagnare il disco d'oro. Nel 2005, Ana riceve la nomination agli NRJ Music Awards come Miglior Nuova Artista, ma non vince il premio.
Il suo secondo album Little Angel viene pubblicato in Svezia il 18 ottobre 2006. L'album non raggiunge alte posizioni nelle classifiche svedesi, benché sia il primo che il secondo singolo raggiungano la top 10 della classifica nazionale. Come "Days of Summer", che raggiunge la posizione numero 7. Il secondo singolo estratto, "Exception" è il tema del thriller svedese Exit. "Fate" è il titolo della canzone per il film Jadesoturi (Guerrierdo di Giada). La canzone è cantata insieme la rock band finlandese Bleak.
Nel dicembre del 2006 annuncia che una traccia dell'album, "Catch Me if You Can", è stata scelta come canzone tema dei campionati mondiali di sci alpino 2007, tenutisi ad Åre, nella sua nazione natale, in febbraio.

## Discografia

### Album
- 2004 - Cuz I Can
- 2004 - The Way I Am
- 2006 - Little Angel

### Singoli
| Anno | Singolo               | Posizione Chart | Posizione Chart | Posizione Chart | Posizione Chart | Posizione Chart | Posizione Chart | Posizione Chart | Posizione Chart | Posizione Chart | Posizione Chart | Posizione Chart | Posizione Chart | Posizione Chart | Album                 |
| Anno | Singolo               | SWE             | GER             | AUT             | FR              | SUI             | NOR             | UK              | ITA             | NL              | IRE             | TOK             | UWC             | HLP             | Album                 |
| ---- | --------------------- | --------------- | --------------- | --------------- | --------------- | --------------- | --------------- | --------------- | --------------- | --------------- | --------------- | --------------- | --------------- | --------------- | --------------------- |
| 2003 | "The Way I Am"        | —               |                 |                 |                 |                 |                 |                 |                 |                 |                 |                 |                 |                 | Cuz I Can             |
| 2004 | "Life"                | 17              |                 |                 |                 |                 |                 |                 |                 |                 |                 |                 |                 |                 | Cuz I Can             |
| 2004 | "Cuz I Can"           | —               |                 |                 |                 |                 |                 |                 |                 |                 |                 |                 |                 |                 | Cuz I Can             |
| 2004 | "We Are"              | 4               | 16              | 7               | 21              | 28              | 2               | 8               | 6               | 16              | 28              |                 | 25              | 1               | The Way I Am          |
| 2004 | "Don't Cry for Pain"  | 19              | 39              | 70              | —               | 83              | —               | —               | —               | —               | —               |                 | —               | 29              | The Way I Am          |
| 2005 | "Coz I Can"           | —               | 73              | —               | —               | —               | —               | —               | —               | —               | —               | 19              | —               |                 | The Way I Am          |
| 2006 | "Days of Summer"      | 7               |                 |                 |                 |                 | —               |                 |                 |                 |                 | —               |                 |                 | Little Angel          |
| 2006 | "Exception"           | 10              |                 |                 |                 |                 | —               |                 |                 |                 |                 | 65              |                 |                 | Little Angel          |
| 2006 | "Fate" (Feat. Bleak)  | -               | -               | -               | -               | -               | -               | -               | -               | -               | -               | -               | -               | -               | Jadesoturi soundtrack |
| 2007 | "Catch Me if You Can" | —               |                 |                 |                 |                 | —               |                 |                 |                 |                 |                 |                 |                 | Little Angel          |